# Marina Berlusconi

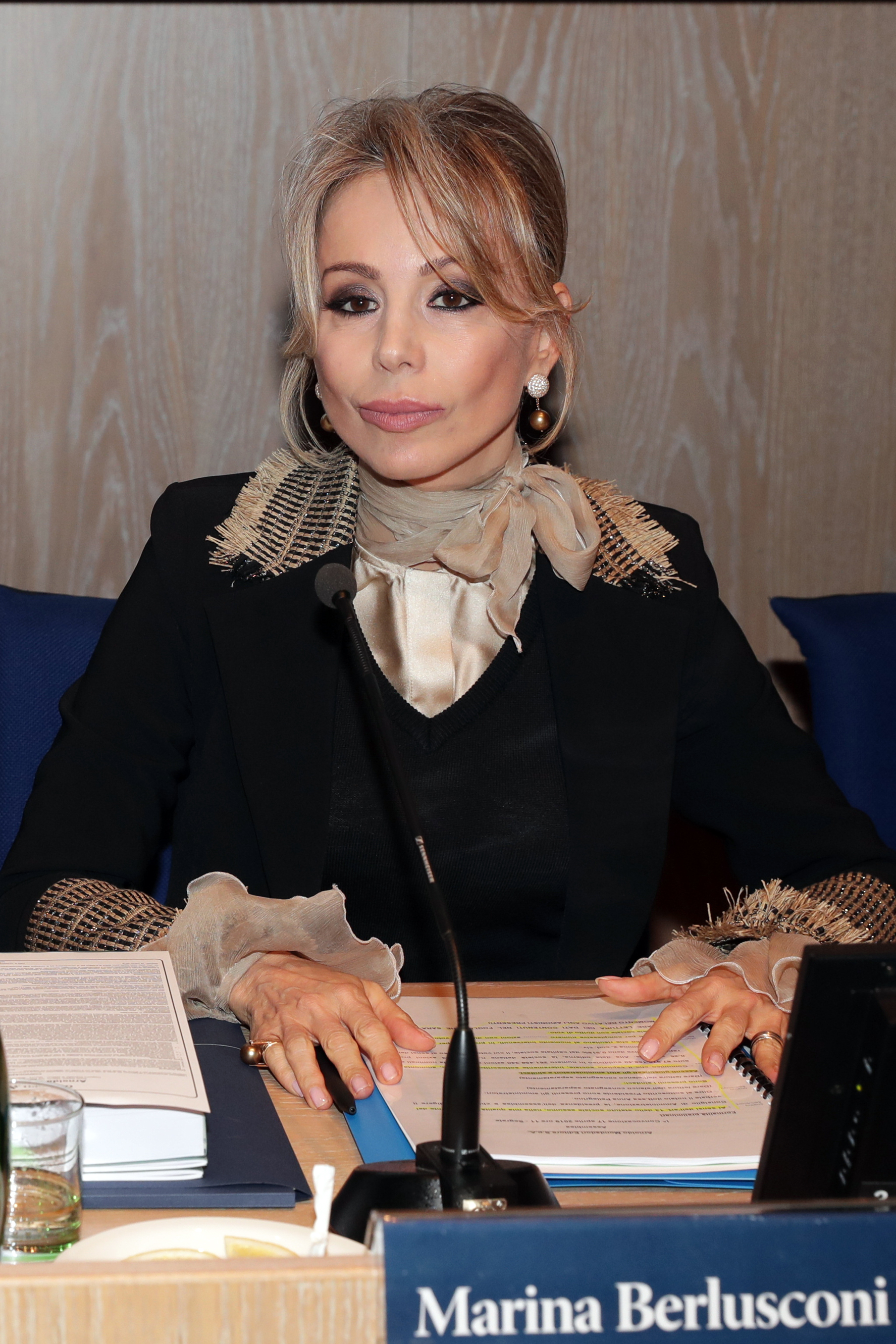
Marina Berlusconi, 2019

Maria Elvira „Marina“ Berlusconi (* 10. August 1966 in Mailand) ist eine italienische Unternehmerin. 

## Werdegang
Sie ist die Tochter des ehemaligen Premierministers von Italien und Milliardärs Silvio Berlusconi (1936–2023). Sie studierte Jura, bis sie 25 Jahre alt war, und brach das Studium ohne Abschluss ab. Marina Berlusconi wurde im Juli 1996 Vizepräsidentin von Fininvest. Im Februar 2003 wurde sie Vorsitzende von Italiens größtem Zeitschriftenverlag Mondadori. Seit Oktober 2005 ist sie (Stand Mai 2023) Vorsitzende der Finanzholding ihrer Familie Fininvest, des Mischkonzerns, den ihr Vater aufbaute und besaß.
Marina ist seit Dezember 2008 mit Maurizio Vanadia verheiratet und hat zwei Söhne (geboren 2002 und 2004).
Von der Zeitschrift Fortune wurde sie im Herbst 2001 auf Platz 9 der 50 mächtigsten Frauen der Welt geführt. In der Zeitschrift Forbes lag sie 2007 auf Platz 33 der mächtigsten Frauen der Welt. 2010 lag sie auf Platz 48, 2021 hinter Platz 100 und wurde nicht mehr namentlich erwähnt.